# Leo VII.
Leo VII. (* in Rom; † 13. Juli 939 ebenda) war Papst vom 3. Januar 936 bis zu seinem Tod.

## Leben
Leo VII., römischer Herkunft, Benediktiner und zuvor Kardinalpriester von San Sisto, war der erste von fünf Päpsten, die auf Weisung Fürst Alberichs II. gewählt wurden. Er war Papst vom 3. Januar 936 bis zu seinem Tod am 13. Juli 939.
Leo VII. setzte sich mit Alberich II. für die Klosterreform im Sinne des Reformwerkes von Cluny ein. Dafür wurde Abt Odo von Cluny nach Rom berufen. Als der italienische König Hugo von Arles Rom zum zweiten Mal belagerte, vermittelte der Abt einen Frieden zwischen Alberich und dem italienischen König, der in einer formalen Ehe zwischen Alda, der Tochter Hugos, und Alberich gipfelte.
Während Leos Pontifikat besuchte der Chronist Flodoard von Reims aus Frankreich den Papst. Dem Erzbischof von Hamburg-Bremen Adaldag wurde das Pallium verliehen. Leo rief Erzbischof Friedrich von Mainz auf, bekehrungsunwillige Juden zu vertreiben.
Da Leo VII. selbst Benediktiner war, engagierte er sich u. a. für die Restauration von Klöstern, beispielsweise S. Paolo fuori le mura außerhalb von Rom.
Papst Leo VII. wurde 939 in St. Peter (Alt-St. Peter, dem Vorgängerbau des Petersdomes) beigesetzt.